# Srednje Držanlije
Srednje Držanlije är en ort i Bosnien och Hercegovina.   Den ligger i entiteten Federationen Bosnien och Hercegovina, i den sydvästra delen av landet, 110 km väster om huvudstaden Sarajevo. Srednje Držanlije ligger 776 meter över havet och antalet invånare är 569.
Terrängen runt Srednje Držanlije är varierad. Närmaste större samhälle är Zabrišće, 2,3 km väster om Srednje Držanlije. 
Trakten runt Srednje Držanlije består till största delen av jordbruksmark. Runt Srednje Držanlije är det ganska tätbefolkat, med 93 invånare per kvadratkilometer.